# Сісі гіпноз
Сісі гіпноз (англ. Sissy hypno), англійською мовою також відома як autogynephilic persuasive pornography, є формою порнографії, яка нібито шляхом гіпнозу схиляє людину до самофемінізації. Причини споживання такої форми порнографії різноманітні, і вона охоплює велику кілкість людей. Незважаючи на це, невідома ефективність впливу цього методу гіпнозу, оскільки емпіричні дані з цієї теми дуже обмежені.
Відеоряд зазвичай складається з відредагованих кліпів, узятих із популярної гетеросексуальної та трансгендерної порнографії, з доданими до них інструкціями. Сугестивна функція, будь то у відео, зображенні чи аудіо, подається через текстові субтитри. Ці тексти вбудовані в медіа, і вони зазвичай містять сугестивне (навіювальне) та повчальне значення. 
Сісі гіпноз було описано як різновид «мікропорнографії» за визначенням Гелен Хестер, Бетан Джонс і Сари Тейлор-Харман. Цей ярлик спочатку використовувався для коротких GIF-файлів, які публікувалися в онлайн-спільнотах. Однак сісі гіпноз відрізняється від GIF мікропорнографії своєю довжиною та складністю.
У поданні 2020 року до Комітету жінок і рівності парламенту Великої Британії від організації Women's Declaration International, сісі гіпноз було названо «силою, яка створює трансгендерність»

## Читати далі
- Dawson, Brit (січень 2022). The Controversial World of 'Sissy Recovery' Groups. MEL Magazine. Архів оригіналу за 9 січня 2022.